# لاندین لینکس
لاندین لینکس (به انگلیسی: Lundin Links) یک روستا در بریتانیا است که در فایف واقع شده‌است.